# Indywidualne Mistrzostwa Europy Juniorów na Żużlu 2001
Indywidualne Mistrzostwa Europy Juniorów na Żużlu 2001 – cykl zawodów żużlowych, mających wyłonić najlepszych zawodników indywidualnych mistrzostw Europy juniorów do 19 lat w sezonie 2001. W finale zwyciężył Polak Łukasz Romanek.

## Finał
- Pardubice (Plochodrážní stadion Svítkov), 6 października 2001

| Msc. | Zawodnik               | Kraj     | Pkt   |              |  |
| ---- | ---------------------- | -------- | ----- | ------------ |  |
| 1    | Łukasz Romanek         | Polska   | 14    | (2,3,3,3,3)  |  |
| 2    | Rafał Kurmański        | Polska   | 13 +3 | (2,3,3,2,3)  |  |
| 3    | Daniel Davidsson       | Szwecja  | 13 +2 | (3,3,3,1,3)  |  |
| 4    | Tomáš Suchánek         | Czechy   | 12    | (3,2,1,3,3)  |  |
| 5    | Kenneth Bjerre         | Dania    | 9     | (1,1,3,3,1)  |  |
| 6    | Zbigniew Czerwiński    | Polska   | 9     | (1,2,2,2,2)  |  |
| 7    | Mattias Nilsson        | Szwecja  | 8     | (2,3,1,2,0)  |  |
| 8    | Peter Ljung            | Szwecja  | 7     | (3,2,1,0,1)  |  |
| 9    | Mathias Schultz        | Niemcy   | 7     | (1,1,1,2,2)  |  |
| 10   | Krzysztof Kasprzak     | Polska   | 6     | (0,0,2,3,1)  |  |
| 11   | Hans Müller            | Niemcy   | 5     | (3,0,0,w,2)  |  |
| 12   | Łukasz Stanisławski    | Polska   | 4     | (2,2,u,–,–)  |  |
| 13   | Niels Kristian Iversen | Dania    | 4     | (1,,0,2,1,0) |  |
| 14   | Miroslav Fencl         | Czechy   | 3     | (0,1,0,1,1)  |  |
| 15   | Sabrina Bøgh           | Dania    | 2     | (0,0,2,0,0)  |  |
| 16   | Renat Gafurow          | Rosja    | 1     | (0,1,0,0,0)  |  |
|      | rez. Matej Žagar       | Słowenia | 2     | (2)          |  |
|      | rez. Denis Gizatullin  | Rosja    | 1     | (1)          |  |

## Bieg po biegu
1. Suchánek, Romanek, Bjerre, Bogh
2. Müller, Kurmański, Iversen, Gafurow
3. Ljung, Stanisławski, Czerwiński, Fencl
4. Davidsson, Nilsson, Schultz, Kasprzak
5. Kurmański, Suchánek, Fencl, Kasprzak
6. Nilsson, Ljung, Gafurow, Bogh
7. Romanek, Czerwiński, Schultz, Müller
8. Davidsson, Stanisławski, Bjerre, Iversen
9. Davidsson, Czerwiński, Suchánek, Gafurow
10. Kurmański, Bogh, Schultz, Stanisławski (u)
11. Romanek, Iversen, Nilsson, Fencl
12. Bjerre, Kasprzak, Ljung, Müller
13. Suchánek, Nilsson, Gizatullin, Müller (w)
14. Kasprzak, Czerwiński, Iversen, Bogh
15. Romanek, Kurmański, Davidsson, Ljung
16. Bjerre, Schultz, Fencl, Gafurow
17. Suchánek, Schultz, Ljung, Iversen
18. Davidsson, Müller, Fencl, Bogh
19. Romanek, Žagar, Kasprzak, Gafurow
20. Kurmański, Czerwiński, Bjerre, Nilsson
21. Bieg o miejsca 2-3: Kurmański, Davidsson